# Samolenc
Issamoulenc és un municipi francès situat al departament de l'Ardecha i a la regió d'Alvèrnia-Roine-Alps. L'any 2007 tenia 104 habitants.

## Demografia

### Població
El 2007 la població de fet d'Issamoulenc era de 104 persones. Hi havia 48 famílies de les quals 16 eren unipersonals (16 homes vivint sols), 16 parelles sense fills, 8 parelles amb fills i 8 famílies monoparentals amb fills.
La població ha evolucionat segons el següent gràfic:
Habitants censats

### Habitatges
El 2007 hi havia 128 habitatges, 50 eren l'habitatge principal de la família, 69 eren segones residències i 10 estaven desocupats. 123 eren cases i 3 eren apartaments. Dels 50 habitatges principals, 45 estaven ocupats pels seus propietaris, 4 estaven llogats i ocupats pels llogaters i 1 estava cedit a títol gratuït; 3 tenien dues cambres, 12 en tenien tres, 15 en tenien quatre i 20 en tenien cinc o més. 35 habitatges disposaven pel capbaix d'una plaça de pàrquing. A 28 habitatges hi havia un automòbil i a 18 n'hi havia dos o més.

### Piràmide de població
La piràmide de població per edats i sexe el 2009 era:
| Homes | Edats   | Dones |
| ----- | ------- | ----- |
| 0     | 95 o +  | 0     |
| 0     | 90 a 94 | 0     |
| 0     | 85 a 89 | 0     |
| 0     | 80 a 84 | 0     |
| 8     | 75 a 79 | 8     |
| 4     | 70 a 74 | 4     |
| 12    | 65 a 69 | 8     |
| 0     | 60 a 64 | 0     |
| 12    | 55 a 59 | 0     |
| 8     | 50 a 54 | 0     |
| 0     | 45 a 49 | 8     |
| 0     | 40 a 44 | 4     |
| 4     | 35 a 39 | 0     |
| 0     | 30 a 34 | 0     |
| 0     | 25 a 29 | 0     |
| 0     | 20 a 24 | 0     |
| 4     | 15 a 19 | 8     |
| 4     | 10 a 14 | 0     |
| 0     | 5 a 9   | 0     |
| 0     | 0 a 4   | 0     |

## Economia
El 2007 la població en edat de treballar era de 59 persones, 27 eren actives i 32 eren inactives. De les 27 persones actives 25 estaven ocupades (14 homes i 11 dones) i 2 estaven aturades (1 home i 1 dona). De les 32 persones inactives 24 estaven jubilades, 4 estaven estudiant i 4 estaven classificades com a «altres inactius».

### Ingressos
El 2009 a Issamoulenc hi havia 45 unitats fiscals que integraven 89,5 persones, la mediana anual d'ingressos fiscals per persona era de 11.360 €.

### Activitats econòmiques
Dels 5 establiments que hi havia el 2007, 1 era d'una empresa de construcció, 1 d'una empresa d'hostatgeria i restauració i 3 d'empreses de serveis.
L'únic servei als particulars que hi havia el 2009 era un electricista.
L'any 2000 a Issamoulenc hi havia 13 explotacions agrícoles que ocupaven un total de 564 hectàrees.

## Poblacions més properes
El següent diagrama mostra les poblacions més properes.